# Marie (film, 1969)
Pour les articles homonymes, voir Marie.
Pour plus de détails, voir Fiche technique et Distribution.
Marie (Holdudvar) est un film hongrois réalisé par Márta Mészáros, sorti en 1969.

## Synopsis
Après la mort de son mari, une femme se demande s'il l'a jamais aimée et si elle va accepter de toucher sa police d'assurance.

## Fiche technique
- Titre : Marie
- Titre original : Holdudvar
- Réalisation : Márta Mészáros
- Scénario : Márta Mészáros
- Musique : Levente Szörényi
- Photographie : János Kende
- Montage : Zoltán Farkas
- Production : József Bajusz et Ottó Föld
- Société de production : MAFILM 1. Játékfilmstúdió
- Pays :  Hongrie
- Genre : Drame
- Durée : 98 minutes
- Dates de sortie : 
  -  Hongrie : 9 janvier 1969

## Distribution
- Mari Törőcsik : Edit Balassa
- Kati Kovács : Kati
- Lajos Balázsovits : István Balassa
- Ági Mészáros : tante Margit
- Gyöngyi Bürös : Bözsi
- Mari Szemes : Manci
- Gaborne Jakab : la veuve de Jakab Gáborné
- Rudolf Somogyvári : Gyuszi
- Gaspar Jancsó : Gáspár Balassa

## Distinctions
Le film a été présenté au Festival de Cannes 1969 dans le cadre de la Quinzaine des cinéastes